# Millinge
Millinge er en by på Sydfyn med 480 indbyggere  (2024), beliggende 4 km sydøst for Faldsled, 14 km sydøst for Haarby og 5 km nordvest for Faaborg. Byen hører til Faaborg-Midtfyn Kommune og ligger i Region Syddanmark. Byen har en langstrakt form med bebyggelse på begge sider af sekundærrute 329.
Millinge hører til Svanninge Sogn. Svanninge Kirke ligger i Svanninge, som Millinge er vokset sammen med. Svanninge Sogns filialkirke i Faldsled ligger 4 km nordvest for Millinge.

## Faciliteter
- Svanninge Skole ligger i Millinges sydøstlige udkant, som ligger nærmest ved Svanninge. Skolen har 0.-6. klasse i ét spor og SFO med 73 af skolens 75 elever i 0.-3. klasse. Skolen blev i sommeren 2012 omdannet til landsbyordning, og der er i alt 53 børn i børnehave og vuggestue.[2]
- Lillely er en privat daginstitution med 27 børn i skovbørnehave og 13 børn i vuggestue.[3]
- Svanningehallen er en rundbuehal fra 1970’erne. Den er væsentligt om- og tilbygget i 2011. Hallen har 20 x 40 m gulv, ca 150 m² fitnessafdeling, caféteria og selskabs/mødelokale. Udendørs er der 3 fodboldbaner, en kunstgræsbane, petanque- og to tennisbaner.[4]
- Faldsled/Svanninge SG&I tilbyder badminton, fitness, fodbold, gymnastik, håndbold, petanque, svømning, tennis og træklatring.[5]

## Historien

### Navnet
Navnet stammer fra det nedertyske ord Mildinhghe, først i 1490 bliver det til "Millinge". Navnets betydning skal sandsynligvis findes i det gammeldanske ord mæld, som betyder "sand" eller "grus", og endelsen -inge, som der er flere betydninger af. Her er betydningen "sted", så sat sammen bliver det til "det sandede sted".
En anden teori er, at navnet kan være en afledning af Mildir, der var det oprindelige navn på den nærliggende vig Horne Krog. En tredje mulighed er, at "Millinge" er afledt af tillægsordet "mild" i betydningen "gavmild, ødsel".

### Jernalder
Lidt nord for Millinge er der gjort to arkæologiske fund fra jernalderen. I 1858 blev der fundet en urnebrandgrube med spydspidser, sværd og skjoldbule i Enemærket Skov. Lidt nord for det første fund blev der i 1949-50 fundet en stor gravplads i en lav høj. Urnerne indeholdt bl.a. kniv, remspænde, bronze- og sølvfibula samt diverse våben.

### Middelalder
Millinge nævnes første gang i 1391 som en adelby, dvs. en hoved- eller moderlandsby i modsætning til senere tiders udflytterlandsbyer. Hovedgården Stensgård 2 km nordvest for Millinge omtales i ejerlavet fra 1300-tallet og blev pantsat i 1391.

### Nyere tid
I 1688 bestod byen af 22 gårde og 9 huse med en produktion af 100 tdr. hartkorn. Millinge havde dyrkningsfællesskab med nabolandsbyen Østerby, som den i dag er vokset sammen med. Også Heden Mølle og Nørre Mølle, der omtales i 1500-tallet, hørte til dette fællesskab.

### Jernbanen
Millinge havde station på Odense-Nørre Broby-Fåborg Jernbane (1906-54). Millinge station blev tegnet af arkitekten Emanuel Monberg. Stationen blev lagt mellem Millinge og Østerby, hvor mejeriet Egedal var startet i 1888 med 80 andelshavere, der havde tilsammen ca. 600 køer – det blev lukket i 1974. Ved anlægget af stationen måtte man grave igennem en stor bakke med grus, og banen havde i hele sin levetid grusgrav lige vest for stationen. Stationsbygningen er bevaret på Stålbjergvænget 1.